# Esmei Anne-Marcelle Diombo
Esmei Anne-Marcelle Diombo (née le 31 janvier 2003 à Toupah en Côte d'Ivoire) est une archère ivoirienne.

## Biographie
Diombo fait ses débuts internationaux en 2018. Elle participe aux Jeux africains de 2019 avec la délégation ivoirienne. Classée huitième à la suite de la phase qualificative, elle se qualifie pour la finale à la surprise générale entre autres en battant la favorite à la suite des qualifications en quart de finale : Quinn Reddig. Cette place en finale qualifie également la Côte d'Ivoire pour l'épreuve individuelle féminine pour les Jeux olympiques d'été de 2020. En finale, elle fait face à la tunisienne Rihab Elwalid. Elle remporte le duel avec 7 points contre 1. Diombo remporte ses premiers podiums africains séniors à ces jeux, alors qu'elle remporte l'or à l'épreuve individuelle et l'argent à l'épreuve par équipe femmes de l'arc classique. Cette deuxième médaille est partagée avec ses deux coéquipières: Fatou Gbane et Ekpobi Anne-Marie Eléonord Yedagne.
Elle est médaillée d'or en arc classique par équipes et médaillée d'argent par équipe mixte avec Franck Eyeni aux Championnats d'Afrique de tir à l'arc 2022 à Pretoria.
Elle est médaillée d'argent en arc classique par équipe mixte avec Franck Eyeni ainsi que médaillée de bronze en arc classique par équipes aux Championnats d'Afrique de tir à l'arc 2023 à Nabeul.

## Palmarès
- Jeux africains[3]
  -  Médaille d'or à l'épreuve individuelle femmes aux Jeux africains de 2019 à Rabat.
  -  Médaille d'argent à l'épreuve par équipe femmes aux Jeux africains de 2019 à Rabat.
- Championnats d'Afrique
  -  Médaille d'or à l'épreuve par équipe femmes aux Championnats d'Afrique de tir à l'arc 2022 à Pretoria.
  -  Médaille d'argent à l'épreuve par équipe mixte aux Championnats d'Afrique de tir à l'arc 2022 à Pretoria.
  -  Médaille d'argent à l'épreuve par équipe mixte aux Championnats d'Afrique de tir à l'arc 2023 à Nabeul.
  -  Médaille de bronze à l'épreuve par équipe femmes aux Championnats d'Afrique de tir à l'arc 2023 à Nabeul.